# Place des Arts

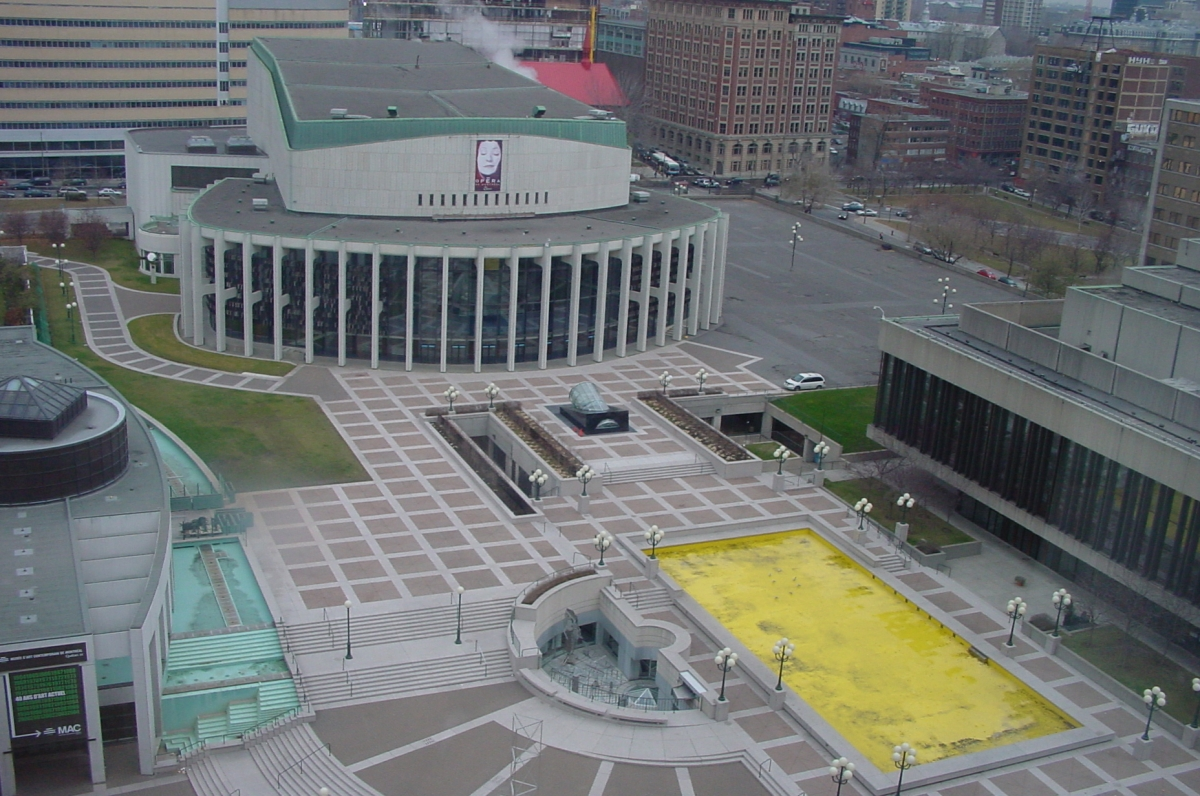
Place des Arts

A Place des Arts (em português:  Lugar das Artes) é o maior complexo cultural da cidade de Montreal, província de Quebec, no Canadá.
É a sede de importantes organizações culturais da cidade, como a Orquestra Sinfônica de Montreal, Les Grandes Ballets Canadiens, e a Ópera de Montreal.
Este complexo foi uma iniciativa do prefeito Jean Drapeau, e foi inaugurado em 21 de setembro de 1963. Durante as décadas seguintes foram somados novos teatros, sendo o mais recente a Maison Symphonic em 2011.
É também um lugar muito agradável que dá acesso a todos os públicos .